# Puntigam (Graz)

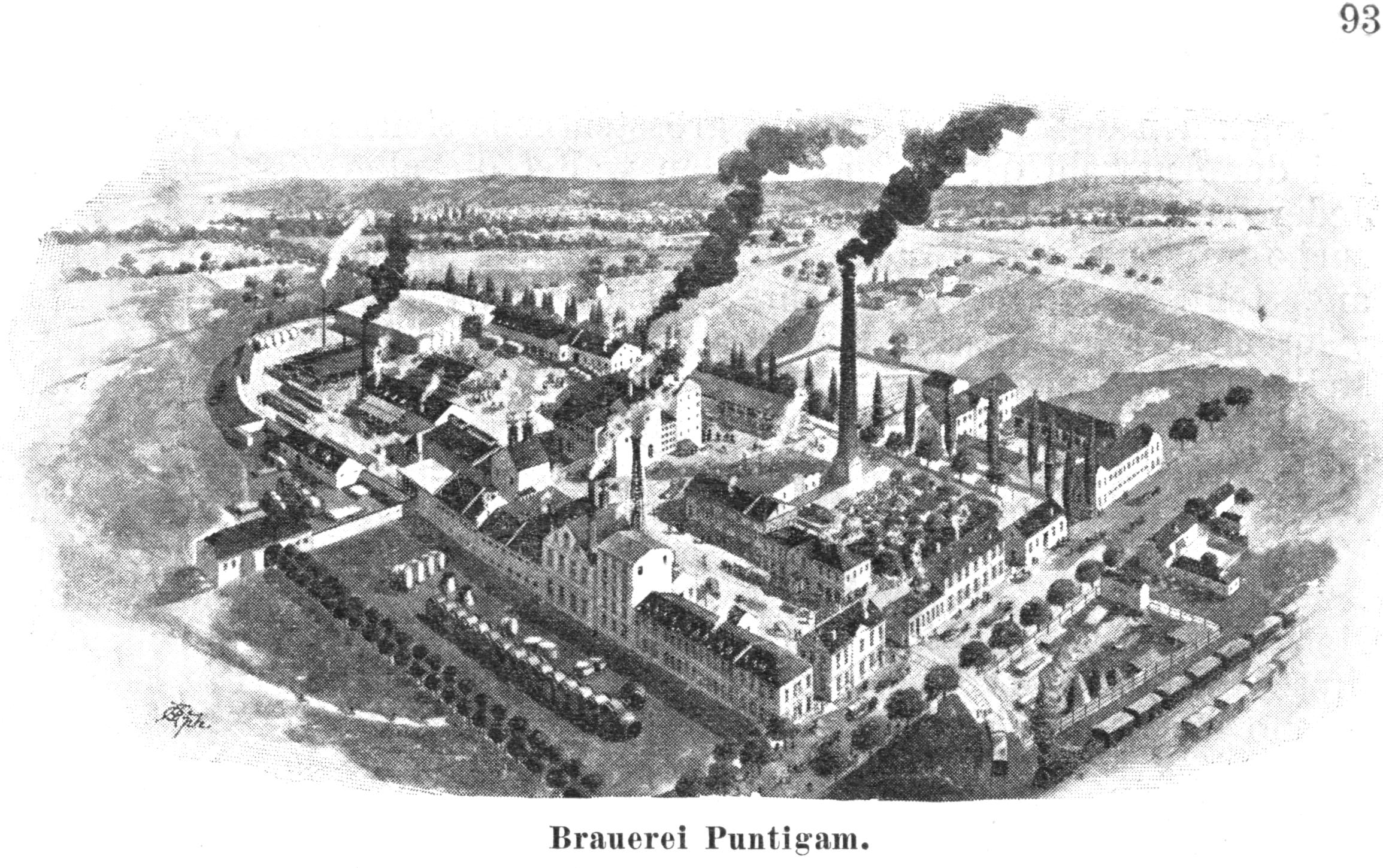
Brauhaus Puntigam um 1899

Puntigam ist der 17. und zugleich jüngste Stadtbezirk der steirischen Landeshauptstadt Graz.
Anders als bei den meisten anderen Grazer Bezirken gibt es keine Katastralgemeinde dieses Namens, der Bezirk deckt den östlichen Teil der KG Straßgang und die KG Rudersdorf ab, auch jeweils ein Teil der KG Webling und Gries ragt in den Bezirk. Die bei der Bildung des Bezirks entstandenen Grenzen sind die einzigen in Graz, die sich nicht durchgehend nach den Katastralgrenzen orientieren.

## Geschichte

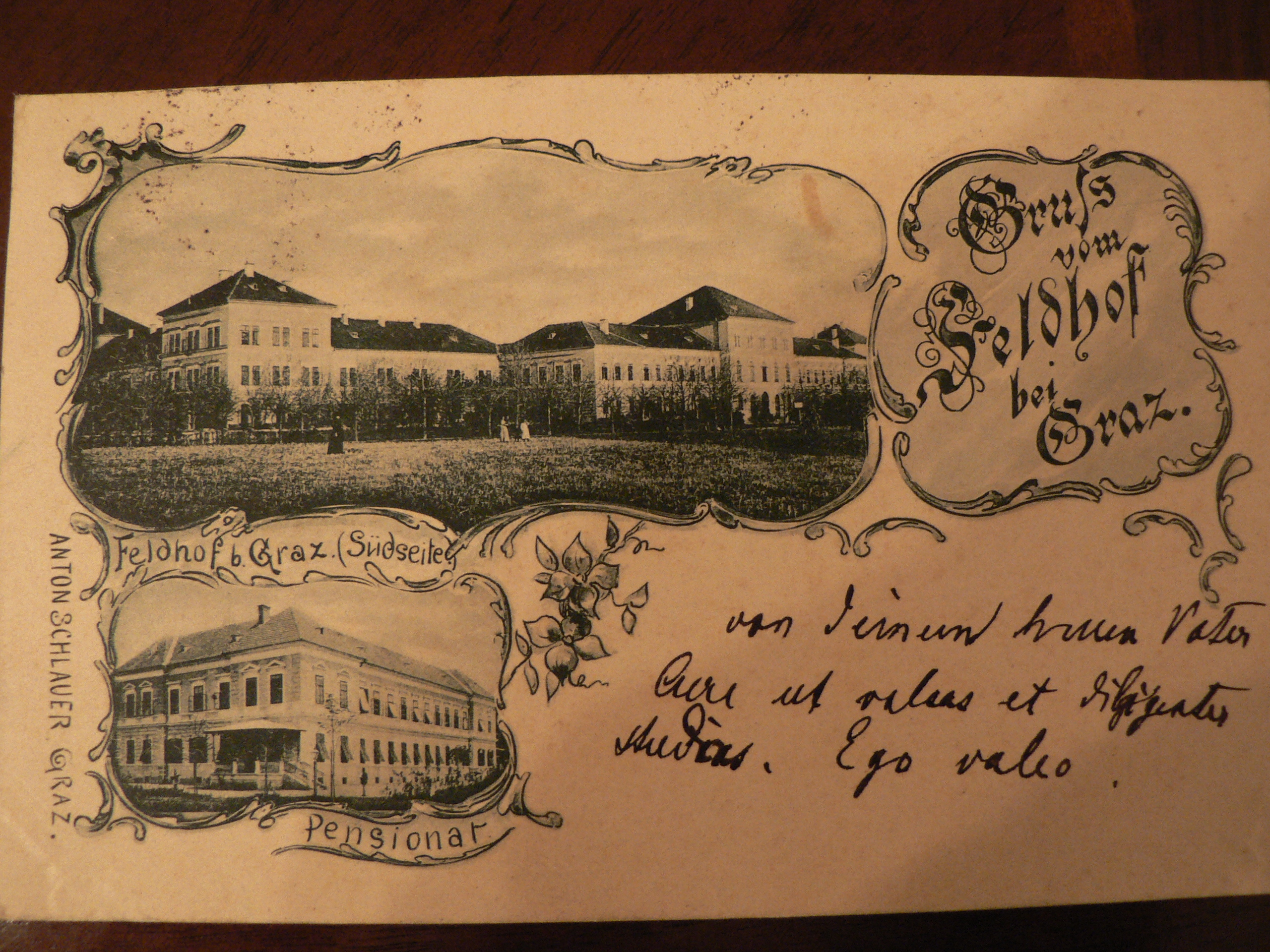
Historische Ansicht des Feldhofs bei Graz, heute LSF

Der Name Puntigam war ursprünglich kein Orts-, sondern ein Familienname. Er stammt von jener Familie, die seit der frühen Neuzeit ein Herrenhaus samt Gastwirtschaft und Brauerei besessen hatte, aus der sich im 19. Jahrhundert die Brauerei Puntigam entwickelte. Der Bezirk Puntigam wurde 1988 aus dem 16. Bezirk Straßgang (mit geringfügigen Anteilen des 5. Bezirks Gries) ausgegliedert. Nach Graz eingemeindet und in einem gemeinsamen Bezirk mit Straßgang vereinigt wurde Puntigam 1938.

## Verkehr
Nach Puntigam führte schon seit den Anfängen der Straßenbahn in Graz die Linie 5 der Holding Graz Linien. Bis Februar 2006 wendete die Straßenbahnlinie 5 von Andritz kommend vor dem Puntigamer Brauhaus. Am neu geschaffenen Nahverkehrsknoten Puntigam besteht Anschluss zu den Stadtbuslinien 62, 64, 65, 78 und 80 sowie zur S-Bahn, ferner zur Südbahn und etwa ab 2020 zur Koralmbahn. Von Puntigam aus kommt man über den Weblinger Gürtel zum Verteilerkreis Webling, der an der A9 (Pyhrn Autobahn) liegt. Von dort ist es nicht weit zum Autobahnknoten Graz West, an dem sich A2 (Süd Autobahn) und A9 kreuzen.

## Wirtschaft
Die Puch-Werke prägen seit Generationen die Arbeitswelt in Puntigam und Liebenau. Die Brauerei Puntigam ist eine der erfolgreichsten Brauereien in Österreich. Generell befindet sich auch heute noch ein großer Teil der Grazer Industrie in Puntigam. Hier haben sich auch Firmen wie (ehemals: Gowi Spielwaren und Gaswerk der Stadtwerke, nunmehr:) XAL, Fresenius Kabi Austria, Ankünder Außenwerbung, Spar (Österreich), Entsorgungsunternehmen und andere niedergelassen.

## Kultur und Sehenswürdigkeiten

### Bauwerke
- Brauerei Puntigam
- Pfarrkirche St. Leopold
- Puch-Werke

Der Bezirk Puntigam wächst u. a. durch das Brauquartier bis 2023 um rund 26,7 Prozent und verzeichnet von allen Grazer Stadtbezirken das höchste Bevölkerungswachstum.

## Schulen
- Kindergarten Puntigam
- Volksschule Puntigam
- Kooperative Mittelschule Puntigam
- Polytechnische Schule Graz
- Chemie-Ingenieurschule Graz